# Uroš Spajić
Uroš Spajić (ur. 13 lutego 1993 w Belgradzie) – serbski piłkarz występujący na pozycji obrońcy w klubie Crvena zvezda.

## Kariera klubowa
Spajić pochodzi z Belgradu i tam też rozpoczął piłkarską karierę w klubie FK Crvena zvezda. Szybko odkryto jego talent i już w sezonie 2010/2011 był zawodnikiem pierwszej drużyny, w której zadebiutował w Kup Srbije u fudbalu. W 2010/2011 został wypożyczony do FK Sopot.
18 czerwca 2013 roku podpisał kontrakt z francuskim Toulouse FC. Kwota transferu wyniosła 1,54 mln euro. W 2016 został wypożyczony do RSC Anderlecht. 14 marca 2017 roku podpisał 4–letni kontrakt z pierwszoligowym RSC Anderlecht.
1 lipca 2018 przeniósł się do FK Krasnodar. Rosyjski klub zapłacił za niego 6 mln euro.
| Sezon   | Klub                  | Kraj    | Rozgrywki      | Mecze | Bramki | Rozgrywki europejskie               | Mecze | Bramki |
| ------- | --------------------- | ------- | -------------- | ----- | ------ | ----------------------------------- | ----- | ------ |
| 2010/11 | FK Crvena zvezda      | Serbia  | Super liga     | 0     | 0      | –                                   | –     | –      |
| 2011/12 | FK Sopot (wyp.)       | Serbia  | Srpska Liga    | 34    | 0      | –                                   | –     | –      |
| 2012/13 | FK Crvena zvezda      | Serbia  | Super liga     | 16    | 0      | Liga Europy UEFA                    | 1     | 0      |
| 2013/14 | Toulouse FC           | Francja | Ligue 1        | 32    | 0      | –                                   | –     | –      |
| 2014/15 | Toulouse FC           | Francja | Ligue 1        | 17    | 0      | –                                   | –     | –      |
| 2015/16 | Toulouse FC           | Francja | Ligue 1        | 14    | 0      | –                                   | –     | –      |
| 2016/17 | RSC Anderlecht (wyp.) | Belgia  | Jupiler League | 28    | 1      | Liga Europy UEFA                    | 9     | 0      |
| 2017/18 | RSC Anderlecht        | Belgia  | Jupiler League | 0     | 0      | Liga Mistrzów UEFA                  | 0     | 0      |
| 2018/19 | FK Krasnodar          | Rosja   | Priemjer-Liga  | 16    | 0      | Liga Europy UEFA                    | 5     | 0      |
| 2019/20 | FK Krasnodar          | Rosja   | Priemjer-Liga  | 15    | 0      | Liga Europy UEFA/Liga Mistrzów UEFA | 10    | 0      |

Stan na 14 lipca 2020 r.